# Видумка (Житомир)
Видумка — історична місцевість Житомира, колишній хутір.

## Розташування
Видумка розташована на північно-західній околиці Житомира, на лівому березі річки Кам'янки.
Місцевість оточують наступні природні об'єкти: з півночі та сходу річки Крошенка та Кам'янка; з півдня примикає Павловська Гора, а з північного заходу — Соколова гора. Видумка межує з наступними історичними місцевостями: на північному сході (за річкою Крошенкою) — з Українською Крошнею, на сході — з Чеською Крошнею, на південному сході та півдні — з Кокоричанкою, на заході й північному заході — із Соколовою Горою.

## Історичні відомості
Відома з другої половини XIX століття як місце компактного проживання старообрядців. Назва колишнього хутора ймовірно пояснюється розташуванням корчми на Звягельській поштовій дорозі — сучасній вулиці Вільський Шлях). У 1887 році на Видумці нараховувалося 87 мешканців.
.
На початку 20 століття — село Левківської волості Житомирського повіту Волинської губернії, за 10 верст від Житомира. Було там 7 дворів та 53 мешканці.
Станом на 1906 рік хутір під назвою Видумка при Крошні Житомирського повіту, в п'ятьох верстах від Житомира, налічував 23 двори з 114 мешканцями. Згідно з мапою 1906—1908 років, 23 двори Видумки простягалися переважно вздовж Старопоштового шляху від річки Кам'янки до з'єднання з дорогою на Крошню (нинішня вулиця Тараса Бульби-Боровця).
З 1924 року Видумка у складі Соколовогірської сільської ради Левківського району (з 1925 року — Черняхівського району). Від 1930 року по 1939 рік Видумка підпорядковується Житомирській міській раді. З 1939 року Видумка, разом з населеними пунктами Соколовогірської сільської ради, переходить до складу новоствореного Житомирського сільського району.
Як окремий населений пункт Видумка не зазначається з 1961 року.
Протягом кінця 1950-х — початку 1970-х років на південно-східній околиці Видумки здійснювалось індивідуальне житлове будівництво (сформовані Індустріальна вулиця, провулки та проїзд), а також квартал одно-, двоповерхових багатоквартирних будинків, обмежений вулицями Труда, Бялика, провулком Склянського. Окрім того східніше в ті роки виріс невеликий промисловий вузол.
У 1971 році територія Видумки у складі колишнього селища Соколова Гора приєднана до Житомира.
З 1990-х років на колишніх колгоспних полях, що знаходяться на півночі відносно старої Видумки здійснюється котеджне житлове будівництво. Запроєктовані нові вулиці, що отримали назви у 1990-х роках, серед яких виділяються назви пов'язані із археологією та іменами дослідників, науковців цієї царини знань, а саме вулиці Академіка Скальковського, Археологічна, Миклухо-Маклая, Професора Антоновича, провулки Скіфський та Яроцького, проїзди Археологічний та Бєльського[джерело?].